# Santa Giustina
Santa Giustina é uma comuna italiana da região do Vêneto, província de Belluno, com cerca de 6.424 habitantes. Estende-se por uma área de 35 km², tendo uma densidade populacional de 184 hab/km². Faz fronteira com Cesiomaggiore, Lentiai, Mel, San Gregorio nelle Alpi, Sedico e Sospirolo.
O território de Santa Giustina é dividido entre as seguintes comunidades, ou Frazioni: Bivai, Callibago, Campel, Campo, Carfai, Casabellata, Cassol, Castel, Cergnai, Coldiferro, Colvago, al Cristo, Dussano, Fant, Formegan, Fornaci, Gravazze, Ignan, Lasserai, Marianne, Mas, Meano, Morzanch, Piovena, Salmenega, Salzan, San Martino, Santa Libera, Santa Margherita, San Vittore Veses, Sartena, Villa di Pria, e Volpere.

## Demografia
| Variação demográfica do município entre 1861 e 2011                               |
|                                                                                   |
| Fonte: Istituto Nazionale di Statistica (ISTAT) - Elaboração gráfica da Wikipedia |

## Cidades-irmãs
- São Valentim, Brasil